# Натриев бензоат
Натриевият бензоат е ароматно химично съединение с емпирична формула NaC6H5CO2. Представлява натриева сол на бензоената киселина. Разтворен във вода съществува под формата на натриев катион и бензоатен анион. Може да бъде синтезиран чрез реакция на натриев хидроксид и бензоена киселина. Като хранителна добавка (Е-номер Е211) е един от най-разпространените хранителни консерванти. Съществува тенденция за ограничаване на хранителната му употреба.